# Cipriano I di Costantinopoli
Cipriano (in greco Κυπριανός; XVII secolo – dopo il 1714) è stato un arcivescovo ortodosso greco con cittadinanza ottomana, che ha ricoperto la carica di Patriarca ecumenico di Costantinopoli tra il 1707 e il 1709 e tra il 1713 e il 1714.
Servì come vescovo metropolitano di Cesarea di Cappadocia (Kayseri). Il 25 ottobre 1707 fu eletto Patriarca, succedendo a Neofito V.
Enfatizzò la rigidità della vita dei chierici, di cui permane la validità della sua circolare sul divieto per il clero di indossare abiti chiari (« μὴ λαμπραῖς ἐσθῆσι χρῆσθαι τοῖς ἱερωμένοις  »). Si fece dei nemici e fu condotto alla sua deposizione nel maggio 1709. Successivamente, fu esiliato nel monastero di Vatopedi sul Monte Athos.
Nel novembre del 1713, quando Cirillo IV di Costantinopoli rifiutò l'aumento dell'imposta alla Sublime Porta e si dimise, Cipriano fu rieletto Patriarca. Né lui, però, fu in grado di pagare la tassa di 25000 Kuruş e si dimise di nuovo il 28 febbraio 1714.